# U.S. Steel Yard
L'U.S. Steel Yard est un stade de baseball situé à Gary, ville de l'État américain de l'Indiana. Il se situe dans le quartier d'Emerson. Il est le domicile des RailCats de Gary SouthShore, équipe professionnelle de baseball évoluant en Association américaine.
Sa construction a débuté en 2001 et il a ouvert ses portes le 9 août 2002.
Il a une capacité de 6 139  places.

## Historique

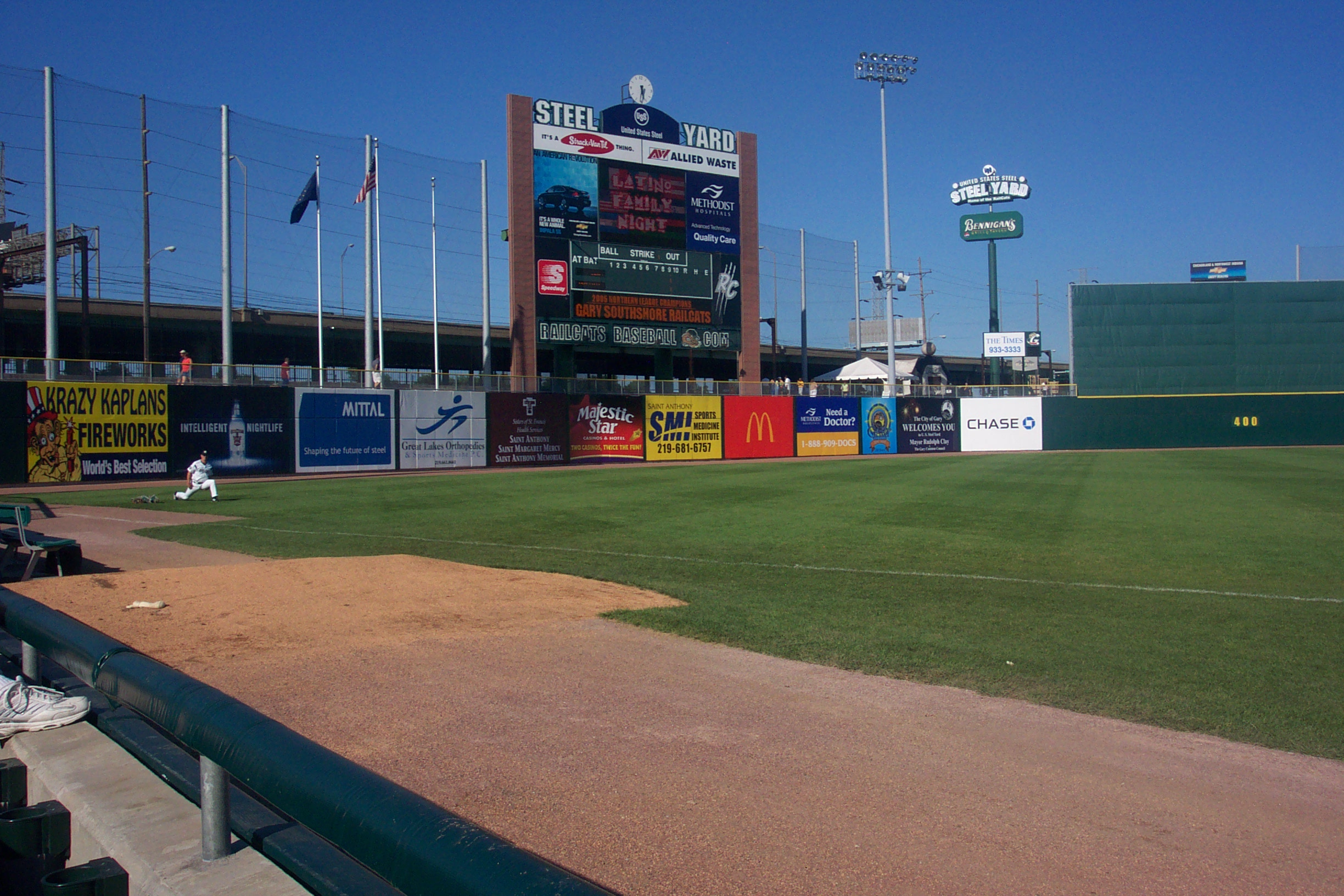
Vue du stade de la ligne des 90 yards.